# Sony
Sony Group Corporation (anterior Tokyo Tsushin Kogyo K.K. și Sony Corporation), este un conglomerat multinațional japonez cu sediul central la Sony City în Minato, Tokyo, Japonia. Sony Group cuprinde entități ca Sony Corporation, Sony Semiconductor Solutions, Sony Entertainment (inclusiv Sony Pictures Entertainment și Sony Music Group), Sony Interactive Entertainment, Sony Financial Group și altele.
Sony a fost înființată în 1946 ca Tokyo Tsushin Kogyo de Masaru Ibuka și Akio Morita. Această companie de electronice, cunoscută pentru crearea de produse ca radioul cu tranzistori TR-55, reportofonul la domiciliu CV-2000, playerul audio portabil Walkman, și playerul compact disc CDP-101, s-a îmbarcat în afaceri diverse. În 1988, Sony a achiziționat CBS Records, iar în 1989, a achiziționat Columbia Pictures. Compania a introdus, de asemenea, consola de jocuri video la domiciliu PlayStation, care a fost prima din marca eponimă. În Japonia, Sony s-a extins în sectorul financiar. În 2021, Sony s-a transformat într-un holding, predând numele Sony Corporation filialei sale ca companie de electronice.
Sony, cu cota sa de piață la 55% în domeniul senzorilor de imagine, este cel mai mare producător de senzori de imagine, al doilea cel mai mare producător de camere foto și este printre liderii de vânzare de semiconductori. Este cel mai mare jucător pe piața de TV premium pentru un televizor de cel puțin 55 de inci (140 de centimetri) cu un preț de peste 2,500 de $ de asemenea cu cea mai mare marcă TV pe cotă de piață și, din 2020, al treilea cel mai mare producător de televizoare de pe piață după cifrele anuale de vânzări.
Deși nu face parte din niciun keiretsu tradițional, Sony are o legătură slabă cu grupul corporativ Sumitomo Mitsui Financial Group (SMFG), care își are rădăcinile în zaibatsu Mitsui. Această legătură datează din anii 1950, când era singura bancă cu care compania avea de-a face. Sony este listată la Tokyo Stock Exchange (în care este o constituentă a indexelor Core30 Nikkei 225 și TOPIX) cu o listare adițională în forma certificatelor de depozite americane listată în New York Stock Exchange (tranzacționată din 1961, facând-o una dintre cele mai vechi companii japoneze listate la o bursă americană), și a fost clasată pe locul 88 în lista din 2021 a Fortune Global 500. În 2023, compania a fost clasată pe locul 57 în Forbes Global 2000.
Sloganul curent al companiei este We Are Sony. Sloganele sale anterioare au fost The One and Only (1979–1982), It's a Sony (1981–2005), like.no.other (2005–2009), make.believe (2009–2013) și Be Moved (2013–2021).

## Istoria

Masaru Ibuka, co-fondatorul Sony

La sfârșitul anului 1945, după terminarea celui de-al Doilea Război Mondial, Masaru Ibuka și-a deschis un mic magazin de reparat aparate radio într-o clădire dezafectată de atacurile cu bombe în Nihonbashi, Tokio. Anul următor s-a alăturat colegului său Akio Morita, și împreună au înființat o companie numită „Tokyo Tsushin Kogyo K.K.”, (Tokyo Telecommunications Engineering Corporation). Compania a construit prima bandă de înregistrare din Japonia, numită la început „Tip-G”.

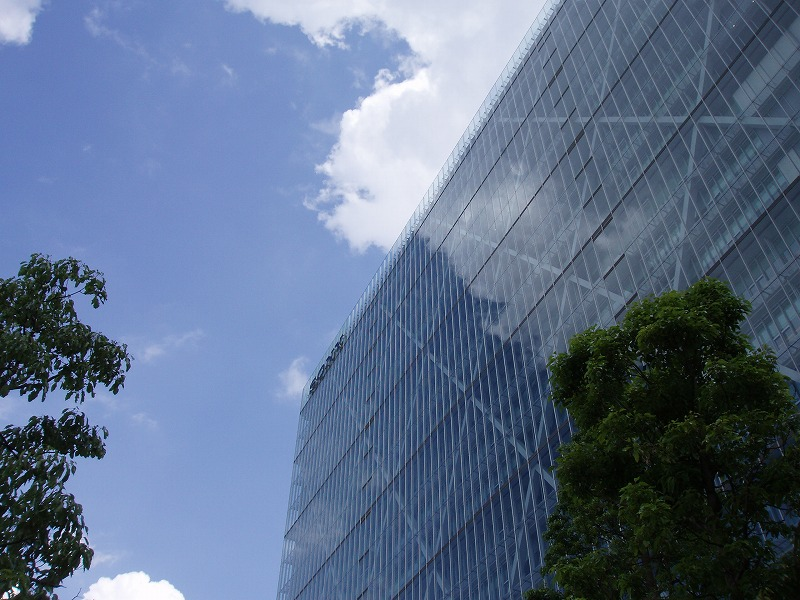
Sony City, sediul central al Sony din sectorul Minato, Tokio.

La începutul anilor 1950, Ibuka a călătorit în Statele Unite, auzind despre invenția firmei Bell Labs, tranzistorul. El i-a convins să licențieze tehnologia tranzistorului pentru compania sa japoneză. În timp ce multe companii americane căutau cum să folosească tehnologia tranzistorului în scopuri militare, Ibuka și Morita căutau cum să o aplice în comunicații. Deși companiile americane Regency și Texas Instruments au creat deja primele radiouri cu tranzistori, compania lui Ibuka a reuși să le comercializeze cu succes pentru prima dată.

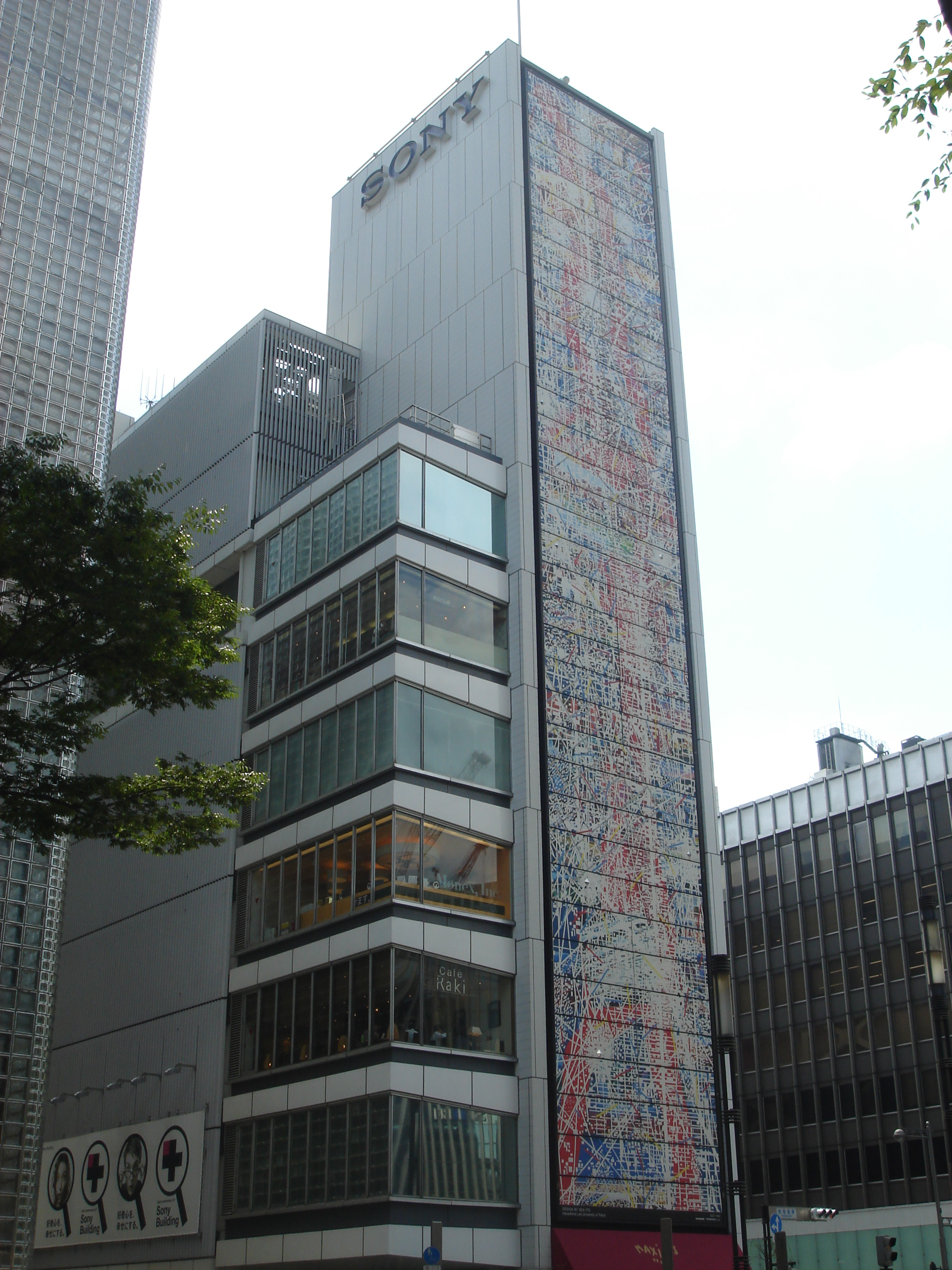
Sony Building în zona Ginza din sectorul Chūō, Tokio.

În august 1955, Tokyo Tsushin Kogyo a creat Sony Tr-55, primul radio cu tranzistor japonez comercializat. Ei au avut un succes asemănător și în iarna aceluiași an prin crearea lui Sony TR-72, un produs bine primit atât în Japonia cât și în Canada, Australia, Țările de Jos și Germania etc.. Dispunând de șase tranzistori, push-pull de ieșire și îmbunătățiri privind calitatea sunetului, TR-72 a continuat să fie un produs popular la începutul anilor 1960.
În mai 1956, compania a produs TR-6, care conținea un design inovator subțire și sunet de calitate capabil să rivalizeze cu radiourile portabile cu tub. TR-63, creat în 1957, a deschis primul magazin din Statele Unite și a lansat noua industrie a microelectronicelor de consum. De la mijloul anilor 1950, adolescenții americani au început să-și cumpere radiouri portabile cu tranzistor în număr mare, de la aproximativ 100.000 de unități la 5.000.000 de unități la sfârșitul anului 1968.
Sediul companiei Sony s-a mutat din sectorul Shinagawa, Tokio, în sectorul Minato, în același oraș la sfârșitul anului 2006.

## Produse
- Televizoare.
- Sisteme audio.
- Aparate foto digitale.
- Camere video.
- Vaio - computere tip notebook.
- Monitoare pentru computer.
- Digital Personal Assistant Clié.
- Walkman, primul casetofon portabil. Startul producției în 1979. În circa 30 de ani s-au vândut cam 220 milioane buc. Producția în Japonia va înceta în 2010, dar va continua pentru o anumită perioadă în China.[24]
- PlayStation (PS), PlayStation 2 (PS2), PlayStation: Portable (PSP), PlayStation 3 (PS3), PlayStation Vita (PSV), PlayStation 4 (PS4) și PlayStation 5 (PS5) Console de Jocuri Video.
- MiniDisc.
- Aibo - robot android.
- Betamax (competitorul casetelor VHS).
- Televizoare în 3D.

și multe altele.

## Acționari
(în martie 2004)
- Moxley and Co (12.5 %)
- Stéphane Béart (10.5 %)
- Japan Trustee Services Bank, Ltd. (Trust Account) (5.3 %)
- The Master Trust Bank of Japan, Ltd. (Trust Account) (4.2 %)
- The Chase Manhattan Bank N.A. London (3.6 %)
- State Street Bank and Trust Company (1.3 %)
- Sumitomo Mitsui Banking Corporation (0.9 %)
- The Bank of Tokyo-Mitsubishi, Ltd. (0.8 %)
- SEGA Schweizerische Effekten-Giro AG (0.8 %)
- Clearstream Banking S.A. (0.8 %)
- Nichido Fire and Marine Insurance Co., Ltd. (0.8 %)

## Sony în România
În România, rețeaua de magazine Sony Center deține 8 unități și a avut afaceri de 10 milioane de euro în 2009.